# After School (grup muzical)
After School (stilizat ca AFTERSCHOOL în Japonia), este un grup de fete din Coreea de Sud format din Pledis Entertainment cu un concept de admitere și absolvire.   Din septembrie 2018, After School a avut unsprezece membri care s-au alăturat și au „absolvit” încă de la debutul lor ca chintet în 2009. 
After School a debutat oficial în ianuarie 2009 cu "AH!" din albumul unic New Schoolgirl . În urma adăugării de Uee în aprilie din acel an, au lansat „ Diva ”, care a câștigat premiul „Rookie al lunii” la premiile Cyworld Digital Music Awards .  Pledis Entertainment a anunțat apoi absolvirea lui Soyoung, înainte de a adăuga Raina și Nana pentru lansarea piesei "Because of You" în noiembrie 2009, care a fost un hit instant și a devenit un succes comercial și critic pentru grup, cântecul câștigând. o „tripla coroană” pe Inkigayo și a fost cea mai vândută melodie din decembrie 2009, devenind în cele din urmă una dintre cele mai vândute single-uri K-Pop din toate timpurile.   Single-urile „ Bang! ”, „ Shampoo ”, „ Flashback ” și „ First Love ” și-au consolidat în continuare popularitatea internă și internațională și au văzut adăugările lui Lizzy, E-Young și Kaeun, precum și absolvările lui Bekah și Kahi.  În 2010, cei mai noi trei membri la acea vreme au format prima subunitate a grupului, Orange Caramel, iar în 2011 s-a format o a doua subunitate când grupul a fost împărțit în două echipe, AS Red și AS Blue, pentru lansarea celui de-al patrulea album single. 
La începutul anului 2011, grupul a semnat cu Avex Trax pentru a-și începe promoțiile în Japonia. Grupul și-a făcut prima apariție oficială în Japonia prin colaborarea cu cântăreața Namie Amuro pentru o melodie din albumul ei de colaborare Checkmate!, intitulat „Faceți-l să se întâmple”. Piesa a câștigat cea mai bună colaborare la 2012 MTV Video Music Awards Japonia . Singurul de debut al grupului, un remake al hitului lor coreean „ Bang! ”, A fost lansat în august în acel an și s-a clasat la numărul șapte pe Oricon's Weekly Singles Chart.  Single-urile „ Diva ” și „ Rambling Girls” / „Because Of You ” au avut un succes similar și au ajutat la crearea unui fanbase în Japonia înainte de lansarea albumului japonez de debut al grupului, Playgirlz (2012). Al doilea album japonez, Dress to Kill, aflat în fața Shinichi Osawa a produs single-uri „ Heaven ” și „ Shh ”, a fost lansat în 2014. 
Începând cu 2015, After School a oprit promoțiile grupului, iar membrii s-au angajat în cariere individuale de muzică, actorie și modelare. În 2019, Lizzy a dezvăluit că toți membrii și-au parcurs treptat căile separate, însă grupul nu s-a desființat oficial.
Odata cu plecarea Rainei in decembrie 2019, singurul membru ramas in grup este Nana.

## Membrii
| - Nana - Soyoung - Bekah - Kahi - Jooyeon - Jungah - Uee - Lizzy - Kaeun - E-Young - Raina |

## Discografie
- Virgin (2011)
- Playgirlz (2012)
- Dress to Kill (2014)